# Rejectaria craftsalis
Rejectaria craftsalis är en fjärilsart som beskrevs av William Schaus 1916. Rejectaria craftsalis ingår i släktet Rejectaria och familjen nattflyn. Inga underarter finns listade.